# イグダマノサウルス
イグダマノサウルス（学名: Igdamanosaurus、「イグダマンのトカゲ」の意）は、モササウルス科に属する白亜紀に生息した絶滅した属。モササウルス亜科グロビデンス族の一部として分類され、同族他属と同様にノブ状の丸い歯を持っていたことで知られる。硬い獲物を摂食するといった、高度に特殊化した生活スタイルが歯から示唆されている。
本属にはマーストリヒチアン期のアフリカの海洋環境に生息したイグダマノサウルス・エジプティアクス（学名: Igdamanosaurus aegyptiacus）ただ1種のみが含まれる。本種の断片化石はエジプトの Duwi 累層やモロッコの Ouled 累層、ニジェールの Dukamaje 累層から発見されている。

## 形態

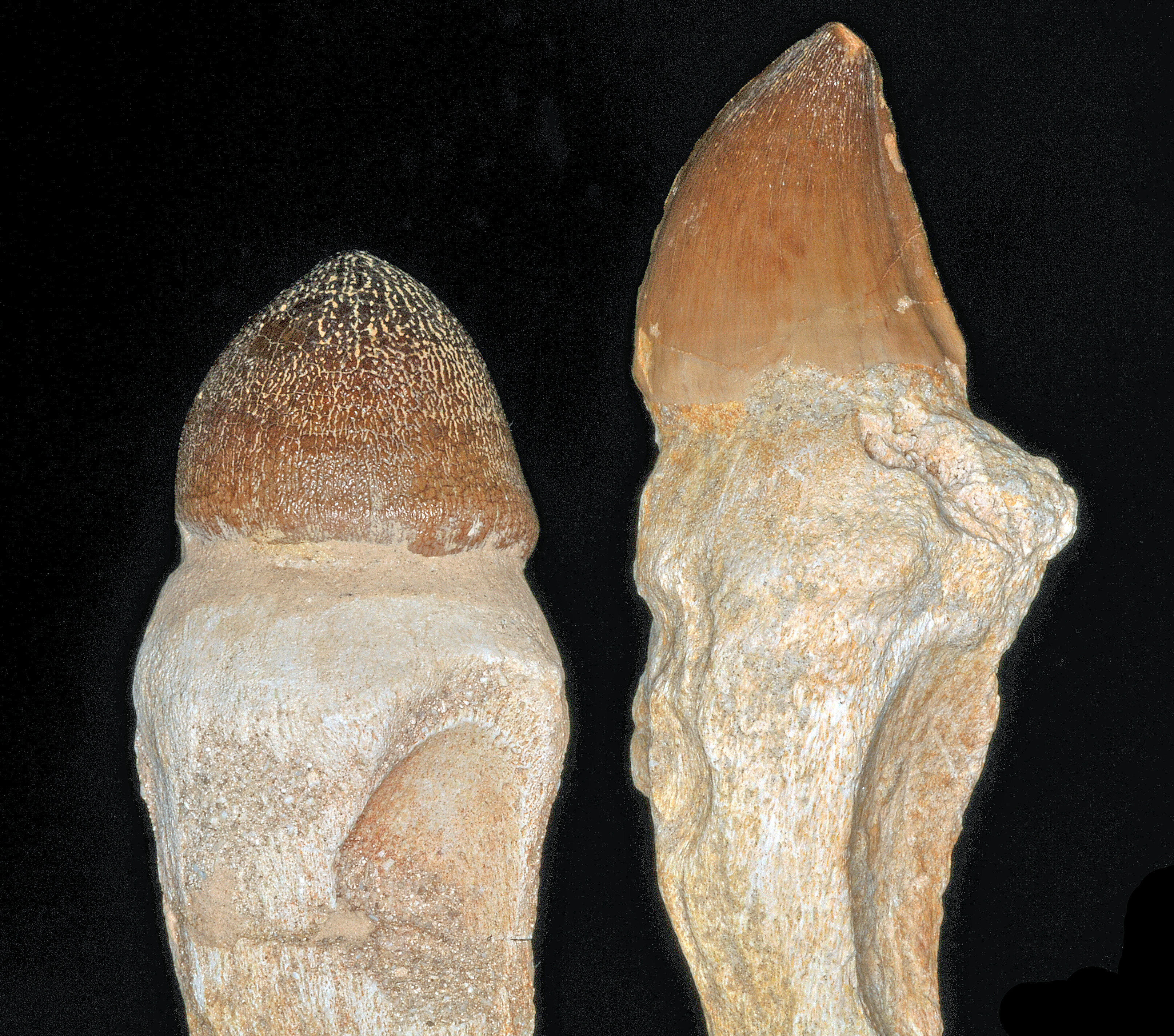
イグダマノサウルス・エジプティアクス（左）のノブ状の丸い歯と、 モササウルス・ベアウゲイ（右）の頑強ではあるがより刃状の歯の比較

イグダマノサウルスは硬い獲物を摂食した小型のモササウルス科であり、大きさはグロビデンス族のカリノデンスに大まかに似る。イグダマノサウルスの丸みを帯びた鈍い歯はグロビデンス族の他の属に類似する。これらの歯は、他のモササウルス科爬虫類が通常獲物とする魚類や一般の爬虫類よりも、軟体動物やウミガメといった甲殻を持つ獲物を破砕するのに適している。
タイプ標本 BMNH R11898 は断片的であり、保存状態の悪い3つの顎断片、ほぼ完全な湾曲した2本の歯、3本の歯根、少なくとも5本の歯に由来する断片が含まれる。判断は難しいが、これらの化石は1個体に由来する可能性が高い。
歯骨はどっしりとしたプロポーションで、グロビデンスやプログナトドンに見られる重厚で頑強な歯骨と類似する。歯骨には内側に浅い窪みがあり、板状骨を受け入れるための溝であることが示唆されている。

### 歯

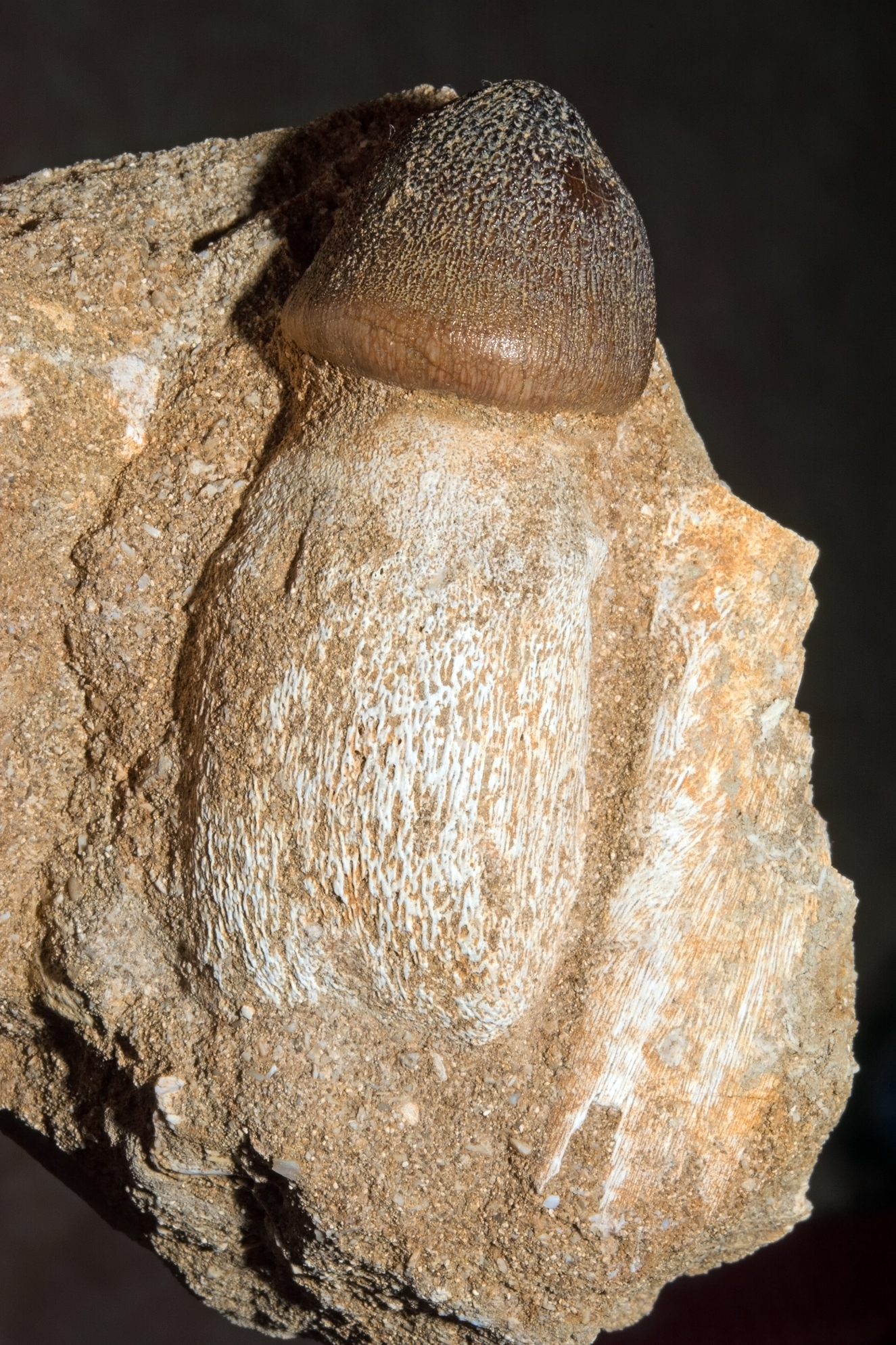
母岩中の歯

タイプ標本には7本の歯が様々な保存状態で保存されており、前後方向に大きさを増しているが、最末端の歯だけは保存された最後から2番目の歯よりもわずかに小さい。歯は真っ直ぐで幅広な円錐形で、先端は丸みを帯びてドーム状である。歯の断面は円形に近い。歯にくびれはなく、歯冠にはきめ細かい平行な筋が走り、歯1本の筋のうち65 - 75% を占める。歯は歯骨においては多少一定であり、最大の歯は高さ約27ミリメートル、幅22ミリメートルに達する。

## 分類
元々 Zdansky (1935) でグロビデンス・エジプティアクスと命名された本種は、Lingham-Soliar (1991) で新属に分離独立し、標本の発見地に近いイグダマン村にちなんでイグダマノサウルスと命名された。
歯の適応は疑いようもなくグロビデンスに類似し、下顎神経の出口として異様に小さい孔を歯骨の下側面に持つ点においてグロビデンス・アラバマエンシスに類似する。しかし、Lingham-Soliar (1991) では、イグダマノサウルスの垂直方向の筋により、イグダマノサウルスがクリダステス型ではなくプラテカルプス型の祖先から派生した完全に新型のモササウルス科の属であり、プリオプラテカルプス亜科に分類されるべきであると主張された。
しかし、モササウルス亜科内にイグダマノサウルスを配置する解析ではグロビデンス族に分類され、グロビデンスやカリノデンスに近縁とされた。